# María Barbal
María Barbal i Farré (Tremp, 17 settembre 1949) è una scrittrice spagnola di lingua catalana.

## Biografia
Nata a Tremp nel 1949, si è trasferita a 14 anni a Barcellona e, dopo la laurea in filosofia e letteratura, ha iniziato ad insegnare nel 1971.
Ha esordito nella narrativa nel 1985 con il romanzo Come una pietra che rotola, caso editoriale insignito del Premio Joan Crexells.
Autrice di romanzi, raccolte di racconti e libri per ragazzi, le sue opere sono state tradotte in venti lingue.

## Opere

### Romanzi
- Come una pietra che rotola (Pedra de tartera, 1985), Milano, Marcos y Marcos, 2010 traduzione di Gina Maneri ISBN 978-88-7168-542-7.
- Mel i metzines (1990)
- Càmfora (1992)
- Escrivia cartes al cel (1996)
- Carrer Bolívia (1999)
- Cicle de Pallars (2002)
- Bella edat (2003)
- País íntim (2005)
- Emma (2008)
- En la pell de l'altre (2014)
- A l'amic escocès (2019)
- Tandem (Tàndem, 2021), Milano, Astoria, 2022 traduzione di Sara Cavarero ISBN 978-88-332-1107-7.

### Saggi
- Camins de quietud: Un recorregut literari per pobles abandonats del Pirineu (2001)

### Raccolte di racconti
- La mort de Teresa (1986)
- Ulleres de sol (1994)
- Bari (1998)
- La pressa del temps (2010)
- Cada dia penso en tu (2011)
- Dolça companyia, cara solitud (2013)

### Libri per ragazzi
- Pampallugues (1991)
- Des de la gàbia (1992)
- Espaguetti Miu (1995)

### Teatro
- L'helicòpter (2000)

## Premi e riconoscimenti
Premio Joaquim Ruyra de narrativa juvenil
- 1984 vincitrice con Come una pietra che rotola

Premio Joan Crexells
- 1985 vincitrice con Come una pietra che rotola

Premio de la Crítica de narrativa catalana
- 1992 vincitrice con Càmfora

Premio Prudenci Bertrana
- 2005 vincitrice conPaís Intim

Premio Josep Pla
- 2021 vincitrice con Tandem

Premio de Honor de las Letras Catalanas
- 2021 alla carriera